# Jan Assmann
Jan Assmann (ur. 7 lipca 1938 w Langelsheim, zm. 19 lutego 2024 w Konstancji) – niemiecki historyk, egiptolog, emerytowany profesor Uniwersytetu w Heidelbergu.

## Publikacje
- Ma'at. Gerechtigkeit und Unsterblichkeit im Alten Ägypten (2006) - wyd. pol. Maat. Sprawiedliwość i nieśmiertelność w starożytnym Egipcie, 2019
- Das kulturelle Gedächtnis (1992) - wyd. pol. Pamięć kulturowa. Pismo, zapamiętywanie i polityczna tożsamość w cywilizacjach starożytnych, 2008

## Nagrody, wyróżnienia
- Nagroda Pokojowa Księgarzy Niemieckich (2018)[3]
- 2020 – Pour le Mérite za Naukę i Sztukę[4]